# نوکلئوپلاسمین
نوکلئوپلاسمین (انگلیسی: Nucleoplasmin) یک پروتئین اسیدی مقاوم‌به‌گرما با ساختمان پنج‌تایی است که نخستین مولکول شپرون کشف‌شده محسوب می‌شود.
این پروتئین نخستین بار از گونه قورباغه پنجه‌دار بدست آمد.
نوکلئوپلاسمین در فعالیت‌های بسیار مهم سلولی نظیر بازآرایی کروماتین اسپرم، جمع‌آوری و ساخت نوکلئوزوم، پایداری ژنوم، ساخت ریبوزوم، دوپلیکاسیون دی‌ان‌ای و تنظیم مراحل گوناگون رونویسی ژنی نقش دارد.
هنگام تجمع و ایجاد آرایه‌های نوکلئوزومی معمول، نوکلئوپلاسمین‌ها با اتصال به هیستون‌ها، دی‌ان‌ای را به آنجا منتقل می‌کنند. این واکنش نیازمند ATP است.